# Camión lanzaagua

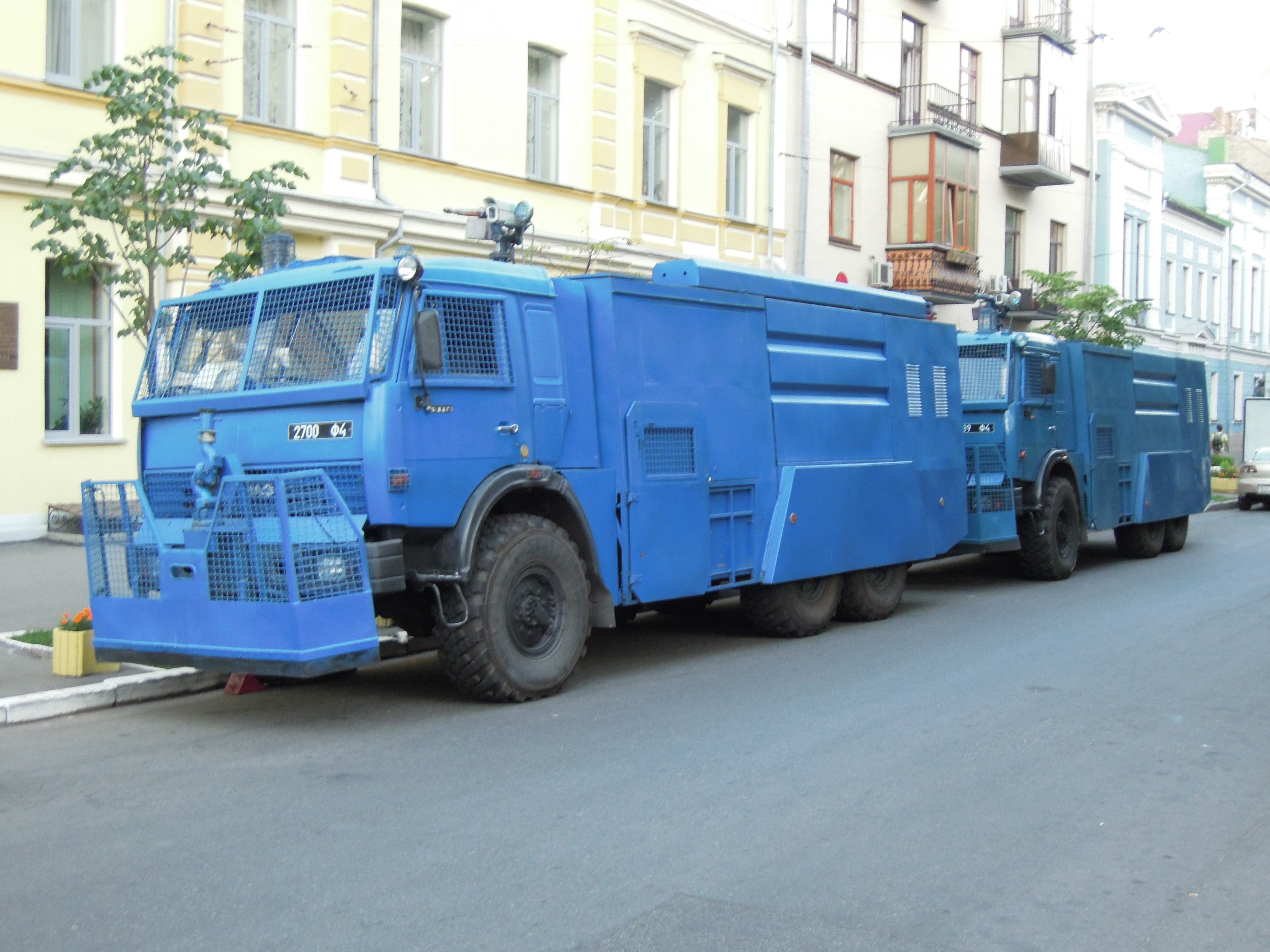
Carros lanza-agua en Ucrania.

El carro lanza-agua, carro hidrante, camión hidrante o camión de chorros de agua es un vehículo policial blindado con tamaño semejante al de un camión de bomberos y, como su nombre lo dice, es capaz de lanzar potentes chorros de agua con el objetivo de restablecer el orden público, provocando un efecto disuasivo y de dispersión, ya sea por alguna manifestación, por alguna toma de alguna institución pública o por distintos disturbios.

## Características
- Existen varios prototipos de vehículos lanza-agua, pero la mayoría de las versiones poseen depósitos con capacidades de entre 5000 y 10 000 litros de agua.[1]

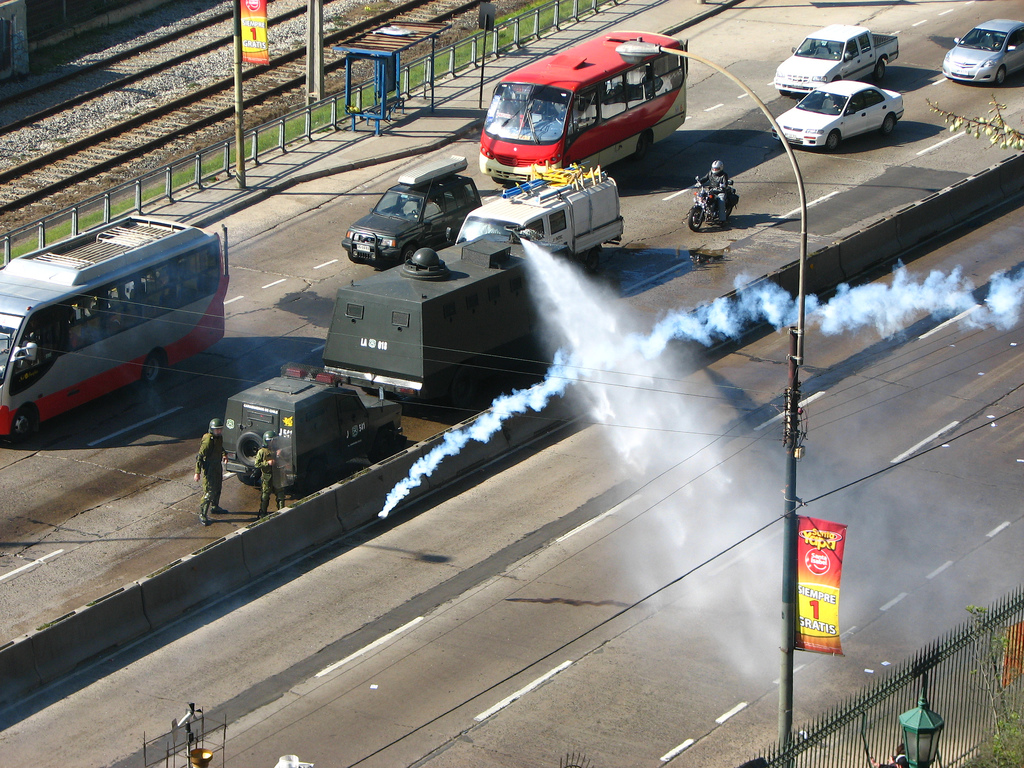
Carro hidrante siendo utilizado en Valparaíso, Chile, donde se les conoce coloquialmente como "guanaco".

- Lanza un potente chorro de agua a través de uno o dos pitones a una alta presión.

- Es blindado completamente por lo que el fuego u otras amenazas no lo dañan significativamente.

## Nombres coloquiales por país
- En Venezuela es conocido como «ballena», en alusión al mamífero cetáceo más grande del reino animal.
- En Chile es conocido como «guanaco», es usado por Carabineros y su nombre hace alusión al animal silvestre de América del Sur.
- En España también es conocido como «camión-botijo».[2]
- En Perú se adquirió, en 1956, para la Guardia Civil de Asalto, una motobomba Magirus-Deutz, de dos cañones de agua, a la cual la población le puso el apodo de «rochabús» (el nombre deriva de Félix Temístocles Rocha, ministro de Hacienda durante el gobierno de Odría).[3] En los años 80 del siglo XX se adquirió un carro lanza-agua de un cañón al que se le dio el apodo de «pinochito».
- En Argentina en algunas provincias se lo conoce como Neptuno.
- En Panamá  se le conoce como "Pitufo" ya que para la época del dictador Noriega dicho vehículo contaba con una imagen de la tira cómica en las puertas.